# Idaea latiferaria
Idaea latiferaria là một loài bướm đêm trong họ Geometridae.